# Фрідом-Ейкерс (Аризона)
Фрідом-Ейкерс (англ. Freedom Acres) — переписна місцевість (CDP) в США, в окрузі Гіла штату Аризона. Населення — 90 осіб (2020).

## Географія
Фрідом-Ейкерс розташований за координатами 34°19′12″ пн. ш. 111°18′19″ зх. д. / 34.32000° пн. ш. 111.30528° зх. д. (34.319886, -111.305152).  За даними Бюро перепису населення США в 2010 році переписна місцевість мала площу 4,54 км², уся площа — суходіл.

## Демографія
Згідно з переписом 2010 року, у переписній місцевості мешкали 84 особи в 40 домогосподарствах у складі 25 родин. Густота населення становила 18 осіб/км².  Було 51 помешкання (11/км²).
Расовий склад населення:
| - 95,2 % — білих - 1,2 % — корінних американців - 1,2 % — чорних або афроамериканців |

До двох чи більше рас належало 2,4 %. Частка іспаномовних становила 1,2 % від усіх жителів.
За віковим діапазоном населення розподілялося таким чином: 9,5 % — особи молодші 18 років, 58,4 % — особи у віці 18—64 років, 32,1 % — особи у віці 65 років та старші. Медіана віку мешканця становила 58,7 року. На 100 осіб жіночої статі у переписній місцевості припадало 95,3 чоловіків;  на 100 жінок у віці від 18 років та старших — 100,0 чоловіків також старших 18 років.
Середній дохід на одне домашнє господарство  становив 46 072 долари США (медіана — 43 472), а середній дохід на одну сім'ю — 47 192 долари (медіана — 44 028). 
Цивільне працевлаштоване населення становило 7 осіб. Основні галузі зайнятості: сільське господарство, лісництво, риболовля — 57,1 %, публічна адміністрація — 42,9 %.